# یوتا ماتسومورا
یوتا ماتسومورا (ژاپنی: 松村 優太؛ زادهٔ ۱۳ آوریل ۲۰۰۱) یک بازیکن فوتبال اهل ژاپن است.
از باشگاه‌هایی که در آن بازی کرده‌است می‌توان به باشگاه فوتبال کاشیما آنتلرز اشاره کرد.